# Mordella alboguttata
Mordella alboguttata es una especie de coleóptero de la familia Mordellidae.

## Distribución geográfica
Habita en Chile.